# سرگئی پوپوف
سرگئی پوپوف (روسی: Серге́й Викторович Попов؛ زادهٔ ۱۲ اوت ۱۹۷۱) بانکدار، سرمایه‌دار و کارآفرین اهل روسیه است.